# Richard Keogh
Pour les articles homonymes, voir Keogh (homonymie).
Richard Keogh, né le 11 août 1986 à Harlow (Angleterre), est un footballeur international irlandais qui évolue au poste de défenseur avec les Wycombe Wanderers.

## Biographie

### En club
Le 19 juillet 2012, Keogh signe un contrat de trois ans à Derby County. Le lendemain, il est nommé capitaine de l'équipe, en lieu et place de Jason Shackell.
Le 24 septembre 2019, il est impliqué dans un accident de voiture à la suite d'une soirée alcoolisée avec plusieurs de ses coéquipiers. Blessé gravement au genou, son indisponibilité est estimée à quinze mois. L'Irlandais refuse une réduction de son salaire et son club décide de le licencier pour faute grave une semaine plus tard.

## Palmarès

### En club
- Ipswich Town 
  - Football League One (D3)
    - Vice-champion en 2022-23

### Distinction personnelle
- Membre de l'équipe-type de D2 anglaise en 2015.